# Ivan Matarić
Ivan Matarić (Zagreb, 1952.), hrvatsko-švicarski je orguljaš, glazbeni pedagog i skladatelj.

## Životopis
Rođen je u Zagrebu 1952. godine, gdje je učio klavir na Glazbenoj školi Pavla Markovca u razredu prof. Zente Figenwald. S 15 godina počeo je djelovati kao orguljaš u crkvi sv. Klare. 
Studij orgulja na Muzičkoj akademiji u Zagrebu pohađao je u razredu prof. Vlaste Hranilović, a diplomirao 1981. godine u klasi prof. Žarka Dropulića. Poslije studija radio je kao profesor klavira i korepetitor na Školi za klasični balet u Zagrebu.
U jesen 1979. godine postao je orguljašem crkve Sv. Marije na Dolcu u Zagrebu, a između 1984. i 1985. godine povremeno je svirao orgulje Zagrebačke katedrale, mijenjajući Anđelka Klobučara, tadašnjeg stalnog orguljaša. 1985. godine u Weimaru je pohađao majstorski tečaj kod Mathiasa Eisenberga, a od jeseni iste godine predavao u Zagrebu na Institutu za crkvenu glazbu "Albe Vidaković", sve do 1989. godine. Svirao je na koncertima kao solist te u ansamblima diljem Hrvatske (Zagreb, Dubrovnik, Split, Zadar, Punat na Krku, Varaždin, Vukovar, Vinkovci) i u inozemstvu (Italija, Austrija, Švicarska, SAD).
Od 1992. godine radi u Lustenau, gdje je predavao klavir i orgulje na Rheintalskoj glazbenoj školi. U srpnju 1995. godine postao je orguljašem crkve u St. Gallusu u Triesenu (Lihtenštajn). Tri godine poslije vraća se u Lustenau gdje postaje orguljaš crkve sv. Petra i Pavla. 
Za vrijeme Domovinskog rata angažirao se na humanitarnim koncertima u Austriji i Švicarskoj, promovirajući slogan "Zaustavite rat u Hrvatskoj!". 1999. je godine na saboru Hrvatske kulturne zajednice izabran za predsjednika te organizacije Hrvata u Švicarskoj.

## Djela i diskografija
Sklada suite, skladbe za mješoviti zbor (motete) i ostala djela: suita za orgulje Vjera, Ljubav, Ufanje, zatim Mislima uz križni put, motet Oče naš, skladba Ave maria za sopran solo, mješoviti zbor i orgulje, misa "Salvum me fecit" (skladba za mješoviti zbor, soliste i orgulje), motet Gedanken zum Kreuzweg. Uglazbio je Brechtovu "Majku Hrabrost", napravio je niz obrada za orgulje i trombon, uglazbio je misu P. Rudija Kopreka S. J. "Meša vuzmenog jutra". 
2002. godine objavio je nosač zvuka koji je snimio u Zagrebačkoj katedrali i u crkvi sv. Petra i Pavla u Lustenau, s djelima L. Viernea, J. Alaina, C. Francka, Ch. M. Widora, L. Boelmanna, Josepha G. Rheinbergera, G. Faurea, A. Guilmanta, te njegova suita za orgulje ("Vjera, Ljubav, Ufanje"). 
Drugi nosač zvuka snimio je 2005., a na njemu je pupularna glazba "Glazba za sanjarenje" (Musik zum Träumen), izvedena na klaviru.